# Javánština
Javánština je jazyk, kterým se mluví ve střední a východní části ostrova Jáva v Indonésii. Malé komunity mluvící javánsky jsou také na severním pobřeží západní Jávy. Je to mateřský jazyk více než 75 000 000 lidí.

## Klasifikace a rozšíření
Javánština patří k austronéské jazykové rodině, a proto je příbuzná s indonéštinou. Mnoho z těch, jejichž mateřským jazykem je javánština, mluví v úředním a obchodním styku, a také kvůli dorozumění s ostatními obyvateli Indonésie, indonésky.
Velké javánsky mluvící komunity jsou kromě Indonésie také v sousedních zemích, například ve Východním Timoru, Malajsii, Singapuru, Austrálii, ale i v Hongkongu a na Tchaj-wanu, a dále v Surinamu, Nizozemsku a na Nové Kaledonii. V Malajsii se javánsky mluvící obyvatelstvo nachází zejména ve státech Selangor a Johor.

## Popis
Javánština je jazykově blízce příbuzná malajštině, sundštině, madurštině, balijštině a v menší míře různým jazykům na Sumatře a Borneu a také malgaštině a tagalštině.
Javánsky se mluví ve střední a východní části Jávy a na severním pobřeží západní Jávy. Na ostrovech Madura, Bali, Lombok a v sundánském regionu západní Jávy se také používá jako literární jazyk.
Javánštinu lze považovat za jeden ze světových klasických jazyků. Její literární tradice přesahuje více než 12. století. Vědci dělí vývoj javánštiny do čtyř různých období:
- stará javánština, od 9. století
- střední javánština, od 13. století
- nová javánština, od 16. století
- moderní javánština, od 20. století (toto období se nepoužívá všeobecně)

Pro zápis javánštiny se používalo javánské písmo, které vzniklo z indického písma brahmí, arabsko-javánské písmo, arabské písmo (upravené pro javánštinu) a v současnosti latinka.
Přestože javánština v současnosti není úředním jazykem nikde na světě, je austronéským jazykem s největším počtem rodilých mluvčích. Mluví jí nebo jí rozumí přibližně 80 milionů lidí. Nejméně 45 % obyvatel Indonésie má javánský původ nebo žije v oblasti, kde je javánština dominantním jazykem. Není proto překvapivé, že javánština značně ovlivnila vývoj indonéštiny.
Existují tři hlavní nářečí moderní javánštiny: střední, východní a západní. Všechna javánská nářečí jsou vzájemně více či méně srozumitelná.

## Javánština v současnosti
Javánština, přestože není národním jazykem, je uznána jako regionální jazyk (bahasa daérah) ve třech indonéských provinciích s největší hustotou javánského obyvatelstva: ve střední Jávě, Yogyakartě a východní Jávě. Javánština se vyučuje ve školách a používá se i v některých hromadných sdělovacích prostředcích. Javánsky psaný deník však již neexistuje. Mezi časopisy vycházející v javánštině patří např. Panjebar Semangat, Jaka Lodhang, Jaya Baya, Damar Jati a Mekar Sari.

## Příklady

### Číslovky
| Číslice | Javánsky      | Česky |
| 1 / ꧑   | siji / ꦱꦶꦗꦶ     | jeden |
| 2 / ꧒   | loro / ꦭꦺꦴꦫꦺꦴ     | dva   |
| 3 / ꧓   | telu / ꦠꦼꦭꦸ     | tři   |
| 4 / ꧔   | papat / ꦥꦥꦠ꧀   | čtyři |
| 5 / ꧕   | lima / ꦭꦶꦩ     | pět   |
| 6 / ꧖   | enem / ꦤꦼꦩ꧀     | šest  |
| 7 / ꧗   | pitu / ꦥꦶꦠꦸ     | sedm  |
| 8 / ꧘   | wolu / ꦮꦺꦴꦭꦸ     | osm   |
| 9 / ꧙   | sanga / ꦱꦔ    | devět |
| 10 / ꧑꧐ | sepuluh / ꦱꦼꦥꦸꦭꦸꦃ | deset |

## Užitečné fráze
| Javánsky               | Česky                |
| Whoe!                  | Ahoj!                |
| Piye kabare?           | Jak se máš?          |
| Apik wae kene, awakmu? | Jsem v pořádku a ty? |
| Kene yo apik!          | Jsem také v pohodě!  |
| Jenengku...            | Jmenuji se...        |
| Jenengmu sopo?         | Jak se jmenuješ?     |
| Nuwun! / Suwun!        | Děkuju!              |
| Monggo                 | Prosím               |
| Sek sedilit            | Počkej chvíli        |
| Ha piye saiki, dab?    | Jak to jde, brácho?  |

## Vzorový text

### Všeobecná deklarace lidských práv
| javánsky | Kabeh menungso kuwi laer merdiko tur setor nggo hak hak lan ajining diri. Saben uwong nduwe nalar lan ati nurani dewe dewe tur kudu merlakokke sing liyane nggo semangat paseduluran. |
| česky    | Všichni lidé se rodí svobodní a sobě rovní co do důstojnosti a práv. Jsou nadáni rozumem a svědomím a mají spolu jednat v duchu bratrství.                                            |